# Mondriaantoren
Mondriaantoren − wieżowiec w Amsterdamie, stolicy Holandii, o wysokości 123 m. Nazwano go na cześć Pieta Mondriana.
Został zbudowany w stylu modernistycznym. Jego budowę rozpoczęto w 1998 roku, a zakończono w 2001 roku. Budynek posiada 32 kondygnacje.